# Fualopa
Fualopa là một hòn đảo nhỏ của Funafuti, Tuvalu. Đây là một phần của Khu bảo tồn Funafuti, được thành lập năm 1996 với mục đích bảo tồn hệ động thực vật tự nhiên của khu vực. Fualopa là nơi sinh sống của loài Anous minutus. 
Te Ava Kum Kum là à đoạn đi qua đảo san hô Funafuti ở rìa phía tây, phía nam Te Ava Tepuka Vili, giữa các đảo nhỏ Tepuka Vili Vili ở phía bắc và Fualopa ngay phía nam. 